# Adonisea sexplagiata
Adonisea sexplagiata là một loài bướm đêm trong họ Noctuidae.